# Anaplectoides magnifica
Anaplectoides magnifica är en fjärilsart som beskrevs av Moore 1882. Anaplectoides magnifica ingår i släktet Anaplectoides och familjen nattflyn. Inga underarter finns listade i Catalogue of Life.